# Tălmaciu
Tălmaciu (tysk: Talmesch; ungarsk: Nagytalmács) er en by i distriktet Sibiu, i det centrale Rumænien, 20 km syd for distriktets hovedstad, Sibiu. Den ligger i den østlige ende af Mărginimea Sibiului-området
Ved folketællingen i 2011 var 95,3 % af indbyggerne rumænere, 3,3 % Romaer, 0,8 % Ungarer og 0,6 % Tyskere.
Byen har 6.711 (2021) indbyggere.

## Geografi
Tălmaciu ligger ved sammenløbet af floderne Sadu og Cibin, 2 km før Cibin løber sammen med Olt-floden. Den ligger på en af de vigtigste adgangsveje mellem Transsylvanien og Valakiet, ved den nordlige indgang til Turnu Roșu-passet; Europavej E81 passerer igennem den. Byen administrerer to landsbyer:
- Colonia Tălmaciu (Feltrinellitelep), 3 km mod nord;
- Tălmăcel (Kistalmács), 3 km mod vest.

Det administrerede indtil 2004 også fire andre landsbyer, men de blev udskilt til kommunen Boița.

## Galleri
- Udsigt over Tălmaciu
- Saksisk Lutheransk kirke
- Saksisk Lutheransk kirke
- Rumænsk Ortodoks kirke
- Ruin af Landskrone slot